# Vicky Baldovinos
María-Victoria Baldovinos-Cibeira (Barcellona, 8 febbraio 1953) è un'ex tennista spagnola.

## Carriera
Ha rappresentato la spagna in Fed Cup dal 1974 al 1982 ottenendo otto successi e sedici sconfitte.
Nei tornei dello Slam ha partecipato solo al Roland Garros e sulla terra rossa si è avventurata fino al terzo turno nel 1974 quando è stata sconfitta da Chris Evert.